# Pedro Mendes (1990)
Pedro Filipe Teodósio Mendes (Neuchâtel, 1 de outubro de 1990) é um futebolista português que atua como zagueiro. Atualmente joga no Montpellier.

## Carreira
Começou sua carreira no Sporting no ano de 2009. Em seguida foi emprestado ao Real Massamá, ao Servette e ao Real Madrid Castilla. Em 2012 retornou ao Sporting, dessa vez para o Sporting B. Ainda passou por Parma, Rennes e Sassuolo, até ser contratado pelo Montpellier em 2017.

### Seleção Nacional
Após representar Portugal em todas as categorias de base, recebeu sua primeira convocação para a Seleção Portuguesa principal em setembro de 2018, sendo chamado pelo treinador Fernando Santos para dois jogos: um amistoso contra a Croácia e uma partida contra a Itália, válida pela Liga das Nações da UEFA.